# Малороссийская коллегия
Малороссийская коллегия или Коллегия Малороссийская — правительственный орган военного и гражданского управления, центральное учреждение Российской империи, образованное в 1722 году в Глухове вместо должности воеводы при гетмане и Малороссийского приказа.
Периоды работы:
- 16 (27) мая 1722 — 29 сентября 1727, (22 августа 1728[3]);
- 10 ноября 1764 — 20 (31) августа 1786.

## История
В период с 1717 года по 1721 год в России была проведена реформа исполнительных органов управления отраслями в государстве, в результате которой параллельно системе приказов были созданы 12 коллегий — предшественники будущих министерств. В отличие от приказов состав, функции и сферы деятельности каждой коллегии были строго регламентированы и разграничены, а в самой коллегии отношения строились на принципе коллегиальности принятия решений по вопросам подведомственным той или иной коллегии.
Малороссийская коллегия или Коллегия Малороссийская была создана при Петре I, его указом 16 (27) мая 1722 года, вместо должности воеводы при гетмане и Малороссийского приказа. Она осуществляла управление землями совместно с Генеральной войсковой канцелярией в Малороссии (Левобережная Украина), входившими в состав Российской империи, вместо выборного гетмана.
...Понеже многие жалобы до нас доходят от малороссийского народа о налогах и непорядках (выписать несколько важных имен), которые чинятся против договоров гетмана Богдана Хмельницкого, того ради определяем бригадира Степана Вельяминова и с ним 6 штаб-офицеров переменяясь погодно из гарнизонов украинских, которым быт при вас (гетьмані) и чинит то все, что определено в тех, Хмельницкого, договорах...
Коллегия состояла из президента — бригадира С. Л. Вельяминова, шести членов (штаб-офицеров полков Русской армии, расквартированных на Малороссии) и прокурора из капитанов или капитан-поручиков гвардии, сменяемых ежегодно, кроме президента. Имела двойное подчинение по делам:
- военным — главнокомандующему войсками на Юге России;
- гражданским — сенату, в составе которого тогда же была учреждена контора для малороссийских дел.

Гетману и генеральной старшине (лица занимавшие высшие должности (уряды) в Войске Малороссийском) предписано было никаких указов и универсалов по важным делам без подписи коллегии к полковникам и сотникам (в полки и в сотни) не посылать. Коллегия была также апелляционной инстанцией по делам судебным.
Образование Малороссийской коллегии мотивировано было жалобами малороссиян на местные власти и необходимостью принятия мер, дабы «малороссийский народ ни от кого как неправедными судами, так и от старшины налогами утесняем не был». Население, много терпевшее от своего руководства, ненавидело его за несправедливости, кумовство, мздоимство, искало защиты и стало обращаться с жалобами в коллегию; так в 1722 году казаки Стародубского полка били челом государю, чтобы он пожаловал им командира полка (полковника) «из великороссийских персон».
Малороссийская коллегия рассматривала жалобы на генеральный суд, полковые и ратушные суды, дела о захвате казачьей и крестьянской земли и имущества старшиной, побегах стрельцов, солдат, черкасов (казаков) и крепостных крестьян, закрепощении черкасов (казаков) и отягощении их налогами, наблюдала за своевременным направлением хлебных и денежных сборов, подымщины, мытных и подушных налогов в царскую казну, о сборе налогов и недоимок, злоупотреблениях сборщиков налогов, о поставке продовольствия для армии и флота, расквартировании войск (за распределением военного постоя), раздавала жалованье сердюкам и компанейцам а также наблюдала за деятельностью генеральной войсковой канцелярии. Вела дела о кожевенном, шелковом и селитренном производствах, руднях, наборе рабочей силы, о судостроении, постройке мостов через реку Днепр, магазинов и мельниц, ремонте дорог, мостов и плотин, а также о ярмарках и торговле солью, о разведении шленских овец, винограда и картофеля на Юге России.
Тщетно гетман Скоропадский представлял Петру Великому, что такое вторжение во внутреннее управление Малороссии противоречит договорам, торжественно утверждённым многими московскими государями и самим Петром; столь же напрасны были жалобы Полуботка. Только Пётр II, возвещая указом 12 мая 1727 года о скором восстановлении гетманского достоинства, отменил все новые сборы, установленные Малороссийской коллегией, а с утверждением гетманом Даниила Апостола (1728 год) коллегия прекратила своё существование (была ликвидирована по указу Верховного тайного совета от 22 августа 1728 года) и была восстановлена власть гетмана.
В 1764 году Екатерина II восстановила в Глухове на прежних основаниях Малороссийскую коллегию из 4 великороссов из генералов и штаб-офицеров местных гарнизонов и 4 малороссов из казачьей генеральной старшины во главе (под председательством) генерал-губернатора края графа Румянцева, которые были обязаны решать все дела по малороссийским правам (договора гетмана Б. Хмельницкого), но без взяток.
При распространении в 1781 году на Малороссию общего положения о губерниях Малороссийская коллегия временно была сохранена, с формулировкой «для окончания нерешённых дел». Окончательное упразднение её последовало в 1786 году. Архив коллегии был в конце XVIII столетия перевезён в Чернигов, где сильно пострадал от небрежного хранения; в 1880 году он передан для научной разработки Харьковскому университету.

## Состав
В состав Малороссийской коллегии входили:
- общеколлежская канцелярия во главе с секретарем состояла из нотария, актуария, регистратора, толмача (переводчика) и более 10 канцеляристов, подканцеляристов и копиистов;
- 6 контор по отраслям, каждую из которых курировал один из членов коллегии, отраслевые конторы представляли собой те же канцелярии, но в уменьшенном виде. Так крепостная контора, ведавшая сбором пошлин с судных дел и составлением крепостных актов на недвижимые имения, царским указом от 3 июня 1726 года была ликвидирована.

При воссоздании Малороссийской коллегии прокурор определён в чине подполковника. Вместо контор коллегия Малой России была разделена на экспедиции, к которым Высочайшим указом от 17 ноября 1767 года была добавлена еще особая экспедиция для надзора за иностранными колонистами (европейскими беженцами). Общеколлежская канцелярия возглавлялась уже двумя секретарями. Кроме того, для охраны при Малороссийской коллегии состояли вахмистр, капрал, два десятка солдат и вольнонаёмные сторожа.
Президент Малороссийской коллегии граф П. А. Румянцев образовал в составе Малороссийской коллегии Генеральную Малороссийскую архива для охраны и упорядочивания архивных материалов Коллегии, Генеральной войсковой канцелярии, Генерального войскового суда и Генеральной артиллерии.